# Plistino
Plistino è un personaggio della mitologia romana.  

## Mito

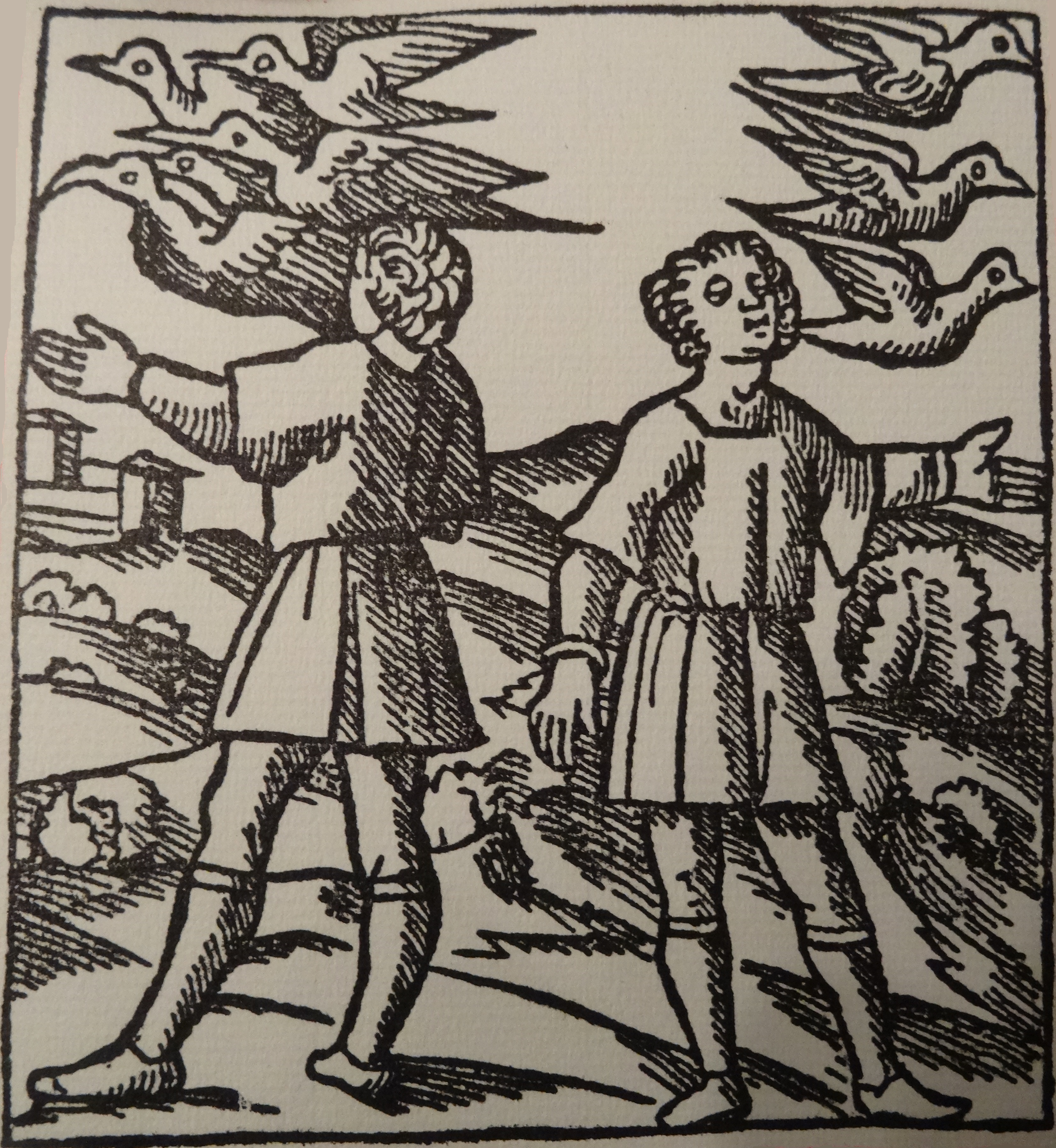
Romolo e Remo in un'illustrazione di un anonimo tratta dalla traduzione delle Vite Parallele di Plutarco operata da Battista Alessandro Iaconelli in due volumi del 1518 e del 1525

Era fratello di Faustolo e insieme a lui allevò Romolo e Remo. Date le poche informazioni possiamo, di conseguenza ai testi, collocarlo ipoteticamente nel VIII secolo a.C.
Secondo Plutarco, morì in una rissa nel 753 a.C. insieme al fratello Faustolo e a Remo, coalizzati contro Romolo.
La menzione più nota, se non unica, è di Plutarco: «Quando Remo si rese conto che il fratello si era preso gioco di lui, si sdegnò e mentre Romolo stava scavando il fossato con il quale aveva intenzione di circondare le mura della città, si fece beffe del suo lavoro e cercò di ostacolarlo. Infine varcò il fossato, ma cadde colpito in quello stesso punto, secondo alcuni dal medesimo Romolo, secondo altri da un compagno di Romolo, Celere. Nella rissa cadde anche Faustolo e Plistino, che si dice era fratello di Faustolo ed aveva contribuito ad allevare Romolo e Remo.»
(Vita di Romolo, 10, 1-2. Trad. di Marco Bettalli).
Non vi sono citazioni se non quelle di Plutarco, dunque le conoscenze, piuttosto basilari, riguardo a questo personaggio sono conseguenziali; si possono solo contestualizzare e trarre date, luoghi, sesso e famiglia.